# Across the Borderline
Across the Borderline è il quarantesimo album in studio del cantante di musica country statunitense Willie Nelson, pubblicato nel 1993.

## Tracce
Tutte le tracce sono di Willie Nelson, eccetto dove indicato.

1. American Tune (Paul Simon) - duetto con Paul Simon
2. Getting Over You (Stephen Bruton) - duetto con Bonnie Raitt
3. (The) Most Unoriginal Sin (John Hiatt)
4. Don't Give Up (Peter Gabriel) - duetto con Sinead O'Connor
5. Heartland (Bob Dylan, Willie Nelson) - duetto con Bob Dylan
6. Across the Borderline (Jim Dickinson, John Hiatt, Ry Cooder)
7. Graceland (Paul Simon)
8. Farther Down the Line (Lyle Lovett)
9. Valentine
10. What Was It You Wanted (Bob Dylan)
11. I Love the Life I Live (Willie Dixon)
12. If I Were the Man You Wanted (Lyle Lovett)
13. She's Not for You
14. Still Is Still Moving to Me